# Bayreuther Premierenbesetzungen des Fliegenden Holländers

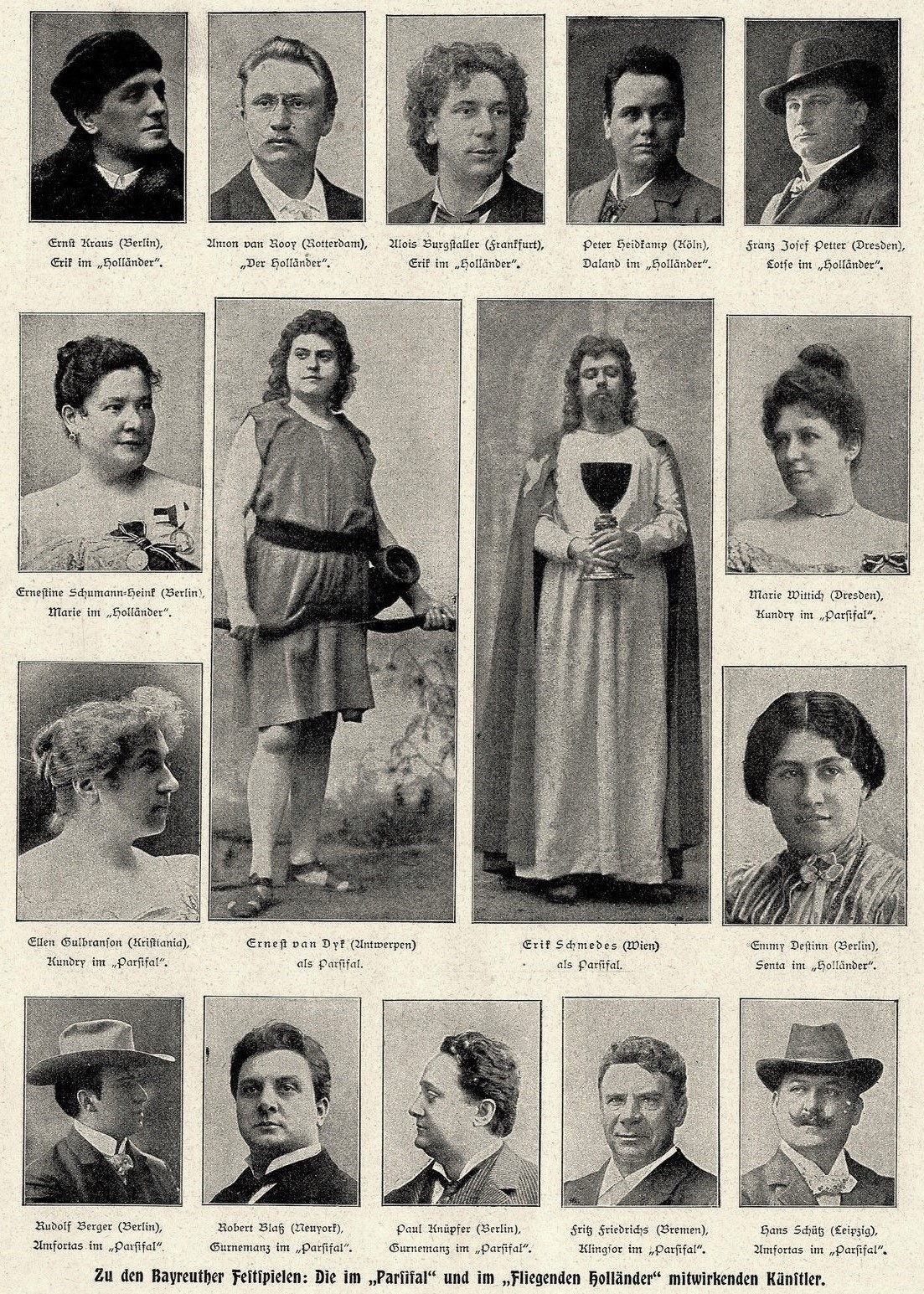
Künstler der Bayreuther Festspiele 1901, die im Parsifal und im Fliegenden Holländer auftraten

Die  Bayreuther Premierenbesetzungen des Fliegenden Holländers listet Mitwirkende an den Neuinszenierungen von Richard Wagners Romantischer Oper Der fliegende Holländer auf, die seit 1901 im Rahmen der Bayreuther Festspiele stattgefunden haben, dem Jahr der Erstaufführung dieses Werkes im Festspielhaus Bayreuth. 
Die Erstaufführung wurde von Cosima Wagner inszeniert, der Witwe des Komponisten, die zugleich dessen Wunsch einer pausenlosen Aufführung des Werkes umsetzte. Cosima und Richard Wagners einziger Sohn, Siegfried, kümmerte sich um das Licht und die Einstudierung der Chöre. Dreizehn Jahre später sollte er das Werk selbst inszenieren und dirigieren – doch stand die Neuproduktion von 1914 aufgrund des Ausbruches des Ersten Weltkriegs unter einem schlechten Stern. Die Festspiele mussten abgebrochen werden, die Neuinszenierung konnte insgesamt nur zweimal gezeigt werden.
Siegfried Wagners Senta im Jahr 1914 war Barbara Kemp. Sie kehrte 1924 nach Bayreuth zurück und übernahm dann unter günstigeren Vorzeichen die Kundry im Parsifal.

## Die Premierenbesetzungen
In der sechsten Spalte sind die Aufführungszahlen der jeweiligen Inszenierung angegeben bis einschließlich der Festspielsaison 2024.
| Erstaufführung, 22. Juli 1901, Regie: Cosima Wagner, Dirigent: Felix Mottl, Bühnenbild: Max Brückner, Kostüme: Max Georg Rossmann, Licht und Chöre: Siegfried Wagner (bis 1902)                                                          |                    |                                         |                                      |    |
| Anton van Rooy | Emmy Destinn       | Peter Heidkamp Ernestine Schumann-Heink | Alois Burgstaller Franz-Josef Petter | 10 |
| Siegfried Wagner (auch Dirigent, Bühnenbild und Kostüme), Juli 1914, Co-Kostümbildnerin: Daniela Thode, Chöre: Hugo Rüdel |                    |                                         |                                      |    |
| Walter Soomer | Barbara Kemp       | Michael Bohnen Ernestine Schumann-Heink | Alexander Kirchner Karl Schroeder    | 2  |
| Heinz Tietjen, Juli 1939, Dirigent: Karl Elmendorff, Ausstattung: Emil Preetorius, Chöre: Friedrich Jung (bis 1942) |                    |                                         |                                      |    |
| Jaro Prohaska | Maria Müller       | Ludwig Hofmann Ria Focke                | Franz Völker Erich Zimmermann        | 27 |
| Wolfgang Wagner, 22. Juli 1955, Dirigent: Hans Knappertsbusch, Bühnenbilder: Wolfgang Wagner, Kostüme: Kurt Palm, Chöre: Wilhelm Pitz (bis 1956)                                                                                         |                    |                                         |                                      |    |
| Hermann Uhde | Astrid Varnay      | Ludwig Weber Elisabeth Schärtel         | Wolfgang Windgassen Josef Traxel     | 13 |
| Wieland Wagner, 23. Juli 1959, Dirigent: Wolfgang Sawallisch, Bühnenbilder: Wieland Wagner, Kostüme: Kurt Palm, Chöre: Wilhelm Pitz (bis 1965)                                                                                           |                    |                                         |                                      |    |
| George London | Leonie Rysanek     | Josef Greindl Res Fischer               | Fritz Uhl Georg Paskuda              | 25 |
| August Everding, 25. Juli 1969, Dirigent: Silvio Varviso, Bühnenbilder: Josef Svoboda, Kostüme: Kurt Palm, Chöre: Wilhelm Pitz (bis 1971)                                                                                                |                    |                                         |                                      |    |
| Donald McIntyre | Leonie Rysanek     | Martti Talvela Unnie Rugtvedt           | Jean Cox René Kollo                  | 20 |
| Harry Kupfer, 25. Juli 1978, Dirigent: Dennis Russell Davies, Bühnenbilder: Peter Sykora, Kostüme: Reinhard Heinrich, Chöre: Norbert Balatsch (bis 1985)                                                                                 |                    |                                         |                                      |    |
| Simon Estes | Lisbeth Balslev    | Matti Salminen Anny Schlemm             | Robert Schunk Francisco Araiza       | 38 |
| Dieter Dorn, 25. Juli 1990, Dirigent: Giuseppe Sinopoli, Ausstattung: Jürgen Rose, Chöre: Norbert Balatsch (bis 1999) |                    |                                         |                                      |    |
| Bernd Weikl | Elizabeth Connell  | Hans Sotin Barbara Bornemann            | Reiner Goldberg Clemens Bieber       | 43 |
| Claus Guth, 25. Juli 2003, Dirigent: Marc Albrecht, Ausstattung: Christian Schmidt, Chöre: Eberhard Friedrich (bis 2006) |                    |                                         |                                      |    |
| John Tomlinson | Adrienne Dugger    | Jaakko Ryhänen Uta Priew                | Endrik Wottrich Tomislav Mužek       | 25 |
| Jan Philipp Gloger, 25. Juli 2012, Dirigent: Christian Thielemann, Bühnenbilder: Christof Hetzer, Kostüme: Karin Jud, Licht: Urs Schönebaum, Video: Martin Eidenberger, Dramaturgie: Sophie Becker, Chöre: Eberhard Friedrich (bis 2018) |                    |                                         |                                      |    |
| Samuel Youn | Adrianne Pieczonka | Franz-Josef Selig Christa Mayer         | Michael König Benjamin Bruns         | 35 |
| Dmitri Tcherniakov, 25. Juli 2021, Dirigentin: Oksana Lyniv, Bühnenbild: Dmitri Tcherniakov, Kostüme: Elena Zaytseva, Licht: Gleb Filshtinsky, Dramaturgie: Tatjana Wereschtschagina, Chöre: Eberhard Friedrich (laufend)                |                    |                                         |                                      |    |
| John Lundgren | Asmik Grigorian    | Georg Zeppenfeld Marina Prudenskaya     | Eric Cutler Attilio Glaser           | 19 |